# Lista episoadelor din Piggy Tales
Aceasta este o listă a episoadelor din Piggy Tales.

## Ansamblu
| Sezonul | Sezonul | Titlu        | Episoade | Episoade | Premiera TV       | Premiera TV                           |
| Sezonul | Sezonul | Titlu        | Episoade | Episoade | Prima transmisie  | Ultima transmisie                     |
| ------- | ------- | ------------ | -------- | -------- | ----------------- | ------------------------------------- |
|         | 1       | Piggy Tales  | 31       | 31       | 17 aprilie 2014   | 31 martie 2015                        |
|         | 2       | Pigs at Work | 26       | 26       | 17 aprilie 2015   | 1 martie 2016 (DVD) 17 februarie 2017 |
|         | 3       | Third Act    | 34       | 34       | 3 iunie 2016      | 3 februarie 2017                      |
|         | 4       | 4th Street   | 30       | 30       | 20 octombrie 2017 | 22 decembrie 2017 (DVD) 30 mai 2019   |

## Episoade

### Sezonul 1 (2014–2015)
| Nr. în serial | Nr. în sezon | Titlu                  | Regizat de                      | Scris de                                     | Data difuzării     |
| ------------- | ------------ | ---------------------- | ------------------------------- | -------------------------------------------- | ------------------ |
| 1             | 1            | „Trampoline”           | Erkki Lilja                     | Antoine Vignon & Erkki Lilja                 | 17 aprilie 2014    |
| 2             | 2            | „Rough Necks”          | Chris Sadler                    | Chris Sadler                                 | 24 aprilie 2014    |
| 3             | 3            | „Abduction”            | Erkki Lilja                     | Erkki Lilja                                  | 30 aprilie 2014    |
| 4             | 4            | „Teeter Trotter”       | Remi Chapotot                   | Remi Chapotot                                | 8 mai 2014         |
| 5             | 5            | „The Hole”             | Chris Sadler                    | Chris Sadler                                 | 15 mai 2014        |
| 6             | 6            | „Push Button”          | Remi Chapotot                   | Remi Chapotot                                | 22 mai 2014        |
| 7             | 7            | „The Mirror”           | Remi Chapotot                   | Remi Chapotot                                | 29 mai 2014        |
| 8             | 8            | „Super Glue”           | JP Saari                        | JP Saari                                     | 5 iunie 2014       |
| 9             | 9            | „Piggy in The Middle”  | Chris Sadler                    | Chris Sadler                                 | 12 iunie 2014      |
| 10            | 10           | „Epic Sir Bucket”      | Erkki Lilja                     | Erkki Lilja                                  | 19 iunie 2014      |
| 11            | 11           | „Push Button Trouble!” | Remi Chapotot                   | Remi Chapotot                                | 26 iunie 2014      |
| 12            | 12           | „Sha-Zam!”             | Remi Chapotot                   | Remi Chapotot                                | 3 iulie 2014       |
| 13            | 13           | „Puffed Up”            | Chris Sadler                    | Chris Sadler & David Vinicombe               | 10 iulie 2014      |
| 14            | 14           | „Peekaboo!”            | Remi Chapotot                   | Remi Chapotot                                | 17 iulie 2014      |
| 15            | 15           | „Up Or Down?”          | Ville Lepisto                   | Ville Lepisto                                | 24 iulie 2014      |
| 16            | 16           | „Gloves”               | Remi Chapotot                   | Remi Chapotot                                | 31 iulie 2014      |
| 17            | 17           | „Snooze”               | Cesar Chevalier                 | Cesar Chevalier                              | 7 august 2014      |
| 18            | 18           | „Superpork”            | Remi Chapotot                   | Remi Chapotot                                | 14 august 2014     |
| 19            | 19           | „Cake Duel”            | Remi Chapotot                   | Remi Chapotot                                | 21 august 2014     |
| 20            | 20           | „Dr. Pork, M.D”        | JP Saari                        | JP Saari & Sara Wahl                         | 28 august 2014     |
| 21            | 21           | „Hog Hoops”            | Remi Chapotot                   | Remi Chapotot                                | 5 septembrie 2014  |
| 22            | 22           | „The Cure”             | Remi Chapotot                   | Remi Chapotot                                | 11 septembrie 2014 |
| 23            | 23           | „Up The Tempo”         | Remi Chapotot                   | Remi Chapotot                                | 18 septembrie 2014 |
| 24            | 24           | „Jammed”               | Sara Wahl                       | Eric Guaglione & Sara Wahl                   | 25 septembrie 2014 |
| 25            | 25           | „Fly Piggy, Fly!”      | Remi Chapotot                   | Remi Chapotot                                | 2 octombrie 2014   |
| 26            | 26           | „The Game”             | Ville Lepisto & Janne Roivainen | Ville Lepisto & Janne Roivainen              | 9 octombrie 2014   |
| 27            | 27           | „The Catch”            | JP Saari                        | JP Saari and Jenny Meissner & Jaakko Stenius | 16 octombrie 2014  |
| 28            | 28           | „Snowed Up”            | Cesar Chevalier și Chris Sadler | Chris Sadler și David Vinicombe              | 16 decembrie 2014  |
| 29            | 29           | „The Wishing Well”     | Cesar Chevalier                 | Erkki Lilja                                  | 17 martie 2015     |
| 30            | 30           | „Stuck In?”            | Cesar Chevalier                 | Gonzalo Diaz-Palacios & Cesar Chevalier      | 24 martie 2015     |
| 31            | 31           | „It's a Wrap”          | JP Saari                        | Joonas Rissanen & JP Saari                   | 31 martie 2015     |

### Sezonul 2:Piggy Tales: Pigs at Work(2015)
| Nr. în serial | Nr. în sezon | Titlu                  | Regizat de       | Scris de                          | Data difuzării                        |
| ------------- | ------------ | ---------------------- | ---------------- | --------------------------------- | ------------------------------------- |
| 32            | 1            | „Nailed It!”           | Fabien Weibel    | Fabien Weibel                     | 17 aprilie 2015                       |
| 33            | 2            | „Lunch Break”          | Philippe Rolland | Philippe Rolland                  | 24 aprilie 2015                       |
| 34            | 3            | „Screw Up”             | Philippe Rolland | Philippe Rolland                  | 1 mai 2015                            |
| 35            | 4            | „Pile Up”              | Fabien Weibel    | Fabien Weibel                     | 8 mai 2015                            |
| 36            | 5            | „Step 1”               | Fabien Weibel    | Fabien Weibel                     | 15 mai 2015                           |
| 37            | 6            | „Jackhammered!”        | Philippe Rolland | Philippe Rolland                  | 22 mai 2015                           |
| 38            | 7            | „Race Nut”             | Philippe Rolland | Philippe Rolland                  | 29 mai 2015                           |
| 39            | 8            | „Predicament in Paint” | Philippe Rolland | Philippe Rolland                  | 5 iunie 2015                          |
| 40            | 9            | „Get the Hammer”       | Fabien Weibel    | Fabien Weibel                     | 12 iunie 2015                         |
| 41            | 10           | „Fabulous Fluke”       | Fabien Weibel    | Fabien Weibel                     | 19 iunie 2015                         |
| 42            | 11           | „Magnetic Appeal”      | Philippe Rolland | Philippe Rolland                  | 26 iunie 2015                         |
| 43            | 12           | „Porkatron”            | Philippe Rolland | Philippe Rolland                  | 3 iulie 2015                          |
| 44            | 13           | „Grand Opening”        | Fabien Weibel    | Fabien Weibel                     | 10 iulie 2015                         |
| 45            | 14           | „Lights Out”           | Philippe Rolland | Philippe Rolland                  | 17 iulie 2015                         |
| 46            | 15           | „Tipping Point”        | Philippe Rolland | Philippe Rolland                  | 24 iulie 2015                         |
| 47            | 16           | „All Geared Up”        | Philippe Rolland | Philippe Rolland                  | 30 iulie 2015                         |
| 48            | 17           | „Dream House”          | Eric Guaglione   | Javier Espinosa                   | 7 august 2015                         |
| 49            | 18           | „Home Sweet Home”      | Fabien Weibel    | Fabien Weibel                     | 14 august 2015                        |
| 50            | 19           | „Mind The Gap”         | Eric Guaglione   | Juanma Sanchez Cervantes          | 21 august 2015                        |
| 51            | 20           | „Unhinged”             | Fabien Weibel    | Ami Lindholm                      | 28 august 2015                        |
| 52            | 21           | „Sticky Situation”     | Fabien Weibel    | Fabien Weibel                     | 4 septembrie 2015                     |
| 53            | 22           | „Final Exam”           | Fabien Weibel    | Fabien Weibel                     | 11 septembrie 2015                    |
| 54            | 23           | „Three Little Piggies” | Philippe Roland  | Philippe Roland                   | 18 septembrie 2015                    |
| 55            | 24           | „Board to Pieces”      | Eric Guaglione   | Eric Guaglione                    | 25 septembrie 2015                    |
| 56            | 25           | „Demohogs”             | Eric Guaglione   | Stefano Camelli                   | 1 martie 2016 (DVD) 10 februarie 2017 |
| 57            | 26           | „Swine Symphony”       | Eric Guaglione   | Eric Guaglione și Stefano Camelli | 1 martie 2016 (DVD) 17 februarie 2017 |

### Sezonul 3:Piggy Tales: Third Act(2016–2017)
| Nr. în serial | Nr. în sezon | Titlu               | Regizat de                        | Scris de                                                                          | Data difuzării     |
| ------------- | ------------ | ------------------- | --------------------------------- | --------------------------------------------------------------------------------- | ------------------ |
| 0             | 0            | „Wrong Floor”       | Meruan Salim                      | Meruan Salim, Kim Helminen și Sara Wahl                                           | 3 iunie 2016       |
| 58            | 1            | „Bouncing Buffoon”  | Meruan Salim                      | Meruan Salim, Kim Helminen și Sara Wahl                                           | 10 iunie 2016      |
| 59            | 2            | „Up The Ladder”     | Meruan Salim                      | Meruan Salim                                                                      | 17 iunie 2016      |
| 60            | 3            | „Sharpest Shooter”  | Meruan Salim                      | Meruan Salim                                                                      | 24 iunie 2016      |
| 61            | 4            | „Snack Time”        | Thomas Lepeska                    | Duncan Rochfort                                                                   | 1 iulie 2016       |
| 62            | 5            | „Batter Up”         | Meruan Salim                      | Duncan Rochfort                                                                   | 8 iulie 2016       |
| 63            | 6            | „Magic Matchup”     | Arnaud Janvier și Francois Dufour | Arnaud Janvier și Francois Dufour                                                 | 22 iulie 2016      |
| 64            | 7            | „The Bubble Trick”  | Arnaud Janvier și Francois Dufour | Arnaud Janvier și Francois Dufour                                                 | 29 iulie 2016      |
| 65            | 8            | „Piggy Dive”        | Thomas Lepeska                    | Thomas Lepeska, Meruan Salim, Stefano Camelli, Duncan Rochfort și Joonas Rissanen | 5 august 2016      |
| 66            | 9            | „One Big Hurdle”    | Meruan Salim                      | Joonas Rissanen                                                                   | 12 august 2016     |
| 67            | 10           | „Piggy Vaulting”    | Thomas Lepeska                    | Thomas Lepeska                                                                    | 19 august 2016     |
| 68            | 11           | „Art School”        | Arnaud Janvier, Francois Dufour   | Arnaud Janvier, Francois Dufour                                                   | 26 august 2016     |
| 69            | 12           | „Chalk It Up”       | Meruan Salim                      | Meruan Salim                                                                      | 2 septembrie 2016  |
| 70            | 13           | „School's Up”       | Meruan Salim                      | Meruan Salim                                                                      | 9 septembrie 2016  |
| 71            | 14           | „Broken Chair”      | Arnaurd Janvier, Francois Dufour  | Arnaurd Janvier, Francois Dufour                                                  | 16 septembrie 2016 |
| 72            | 15           | „Hidden Talent”     | Arnaurd Janvier, Francois Dufour  | Arnaurd Janvier, Francois Dufour                                                  | 23 septembrie 2016 |
| 73            | 16           | „Hiccups”           | Arnaurd Janvier, Francois Dufour  | Arnaurd Janvier, Francois Dufour                                                  | 30 septembrie 2016 |
| 74            | 17           | „Let's Tango”       | Thomas Lepeska, Meruan Salim      | Duncan Rochfort                                                                   | 7 octombrie 2016   |
| 75            | 18           | „Scared Sick”       | Meruan Salim                      | Duncan Rochfort                                                                   | 14 octombrie 2016  |
| 76            | 19           | „Shadow Pig”        | Arnaud Janvier, Francois Dufour   | Arnaud Janvier, Francois Dufour                                                   | 21 octombrie 2016  |
| 77            | 20           | „Pumpkin Head”      | Meruan Salim                      | Duncan Rochfort                                                                   | 28 octombrie 2016  |
| 78            | 21           | „For Pig's Sake”    | Thomas Lepeska, Meruan Salim      | Thomas Lepeska                                                                    | 4 noiembrie 2016   |
| 79            | 22           | „Remote Pig”        | Meruan Salim                      | Duncan Rochfort                                                                   | 11 noiembrie 2016  |
| 80            | 23           | „Pig Interrupted”   | Meruan Salim                      | Duncan Rochfort                                                                   | 18 noiembrie 2016  |
| 81            | 24           | „Light Dance”       | Arnaud Janvier, François Dufour   | Arnaud Janvier, François Dufour                                                   | 25 noiembrie 2016  |
| 82            | 25           | „Pig Expectations”  | Thomas Lepeska, Meruan Salim      | Duncan Rochfort                                                                   | 2 decembrie 2016   |
| 83            | 26           | „Gift Wrapped”      | Meruan Salim                      | Duncan Rochfort                                                                   | 9 decembrie 2016   |
| 84            | 27           | „Holiday Song”      | Meruan Salim                      | Kim Helminen                                                                      | 16 decembrie 2016  |
| 85            | 28           | „Lost Piggy”        | Thomas Lepeska, Meruan Salim      | Duncan Rochfort                                                                   | 23 decembrie 2016  |
| 86            | 29           | „The Mime”          | Meruan Salim, Thomas Lepiska      | Duncan Rochfort                                                                   | 30 decembrie 2016  |
| 87            | 30           | „Snout On The Wall” | Arnaud Janvier, François Dufour   | Arnaud Janvier, François Dufour                                                   | 6 ianuarie 2017    |
| 88            | 31           | „Re-Abduction”      | Meruan Salim                      | Duncan Rochfort                                                                   | 13 ianuarie 2017   |
| 89            | 32           | „Ball Games”        | Meruan Salim                      | Meruan Salim                                                                      | 20 ianuarie 2017   |
| 90            | 33           | „Slip Up”           | Meruan Salim                      | Meruan Salim                                                                      | 27 ianuarie 2017   |
| 91            | 34           | „Final Curtain”     | Meruan Salim                      | Duncan Rochfort                                                                   | 3 februarie 2017   |

### Sezonul 4:Piggy Tales: 4th Street(2018–2019)
| Nr. în serial | Nr. în sezon | Titlu                | Regizat de                      | Scris de                                                    | Data difuzării     |
| ------------- | ------------ | -------------------- | ------------------------------- | ----------------------------------------------------------- | ------------------ |
| 92            | 1            | „Scary Fog”          | Arnaud Janvier, François Dufour | Arnaud Janvier, François Dufour                             | 20 octombrie 2017  |
| 93            | 2            | „Holiday Heist”      | Meruan Salim                    | Duncan Rochfort                                             | 16 decembrie 2017  |
| 94            | 3            | „Pig City Valentine” | Meruan Salim                    | Joonas Rissanen                                             | 10 februarie 2018  |
| 95            | 4            | „Road Hog”           | Arnaud Janvier, François Dufour | Arnaud Janvier, François Dufour                             | 24 februarie 2018  |
| 96            | 5            | „Slingshot Delivery” | Meruan Salim                    | Chris Sadler                                                | 10 martie 2018     |
| 97            | 6            | „Bad Signal”         | Meruan Salim                    | Chris Sadler                                                | 17 martie 2018     |
| 98            | 7            | „Egg Hunt”           | Arnaud Janvier, François Dufour | Duncan Rochfort                                             | 24 martie 2018     |
| 99            | 8            | „Hoop and Loop”      | Arnaud Janvier, François Dufour | Arnaud Janvier, François Dufour                             | 31 martie 2018     |
| 100           | 9            | „Cops N' Robbers”    | Meruan Salim                    | Duncan Rochfort                                             | 7 aprilie 2018     |
| 101           | 10           | „Hard Days Light”    | Meruan Salim                    | Chris Sadler                                                | 11 aprilie 2018    |
| 102           | 11           | „Branched Out”       | Arnaud Janvier, François Dufour | Arnaud Janvier, François Dufour                             | 14 aprilie 2018    |
| 103           | 12           | „Piggin' String”     | Arnaud Janvier, François Dufour | Arnaud Janvier, François Dufour                             | 21 aprilie 2018    |
| 104           | 13           | „Pork Brigade”       | Meruan Salim                    | Duncan Rochfort                                             | 25 aprilie 2018    |
| 105           | 14           | „Getaway Loot”       | Meruan Salim                    | Elia Morettini, Duncan Rochfort, Chris Sadler, Meruan Salim | 28 aprilie 2018    |
| 106           | 15           | „Muffin Master”      | Arnaud Janvier, François Dufour | Arnaud Janvier, François Dufour                             | 12 mai 2018        |
| 107           | 16           | „Well Done”          | Arnaud Janvier, François Dufour | Arnaud Janvier, François Dufour                             | 19 mai 2018        |
| 108           | 17           | „Green and Furious”  | Meruan Salim                    | Chris Sadler                                                | 21 iulie 2018      |
| 109           | 18           | „Dream Dog”          | Arnaud Janvier, Francois Dufour | Arnaud Janvier, Francois Dufour                             | 25 iulie 2018      |
| 110           | 19           | „Dodge and Deliver”  | Meruan Salim                    | Chris Sadler, Duncan Rochfort, Meruan Salim                 | 8 septembrie 2018  |
| 111           | 20           | „Ramp Champ”         | Arnaud Janvier, François Dufour | Arnaud Janvier, François Dufour, Meruan Salim               | 29 septembrie 2018 |
| 112           | 21           | „Ghost Hog”          | Meruan Salim                    | Duncan Rochfort                                             | 27 octombrie 2018  |
| 113           | 22           | „Slam Punk”          | Meruan Salim                    | Duncan Rochfort, Meruan Salim                               | 8 noiembrie 2018   |
| 114           | 23           | „Joyful Jingle”      | Arnaud Janvier, François Dufour | Arnaud Janvier, François Dufour                             | 12 decembrie 2018  |
| 115           | 24           | „Happy New Pig”      | Arnaud Janvier, François Dufour | Arnaud Janvier, François Dufour                             | 25 decembrie 2018  |
| 116           | 25           | „Doorbell Symphony”  | Arnaud Janvier, François Dufour | Arnaud Janvier, François Dufour                             | 29 decembrie 2018  |
| 117           | 26           | „Getaway Graffiti”   | Arnaud Janvier, Francois Dufour | Joonas Rissanen, Ulla Junell                                | 19 februarie 2019  |
| 118           | 27           | „Light Riders”       | Meruan Salim                    | Chris Sadler                                                | 5 martie 2019      |
| 119           | 28           | „Post No Pigs”       | Arnaud Janvier, François Dufour | Arnaud Janvier, François Dufour                             | 9 aprilie 2019     |
| 120           | 29           | „Snout Invasion”     | Meruan Salim                    | Duncan Rochfort                                             | 25 aprilie 2019    |
| 121           | 30           | „Pigs Can Fly”       | Meruan Salim                    | Meruan Salim                                                | 30 mai 2019        |